# Sobór Przemienienia Pańskiego w Wyborgu
Sobór Przemienienia Pańskiego – prawosławny sobór w Wyborgu, katedra eparchii wyborskiej.
Sobór został wzniesiony w 1787, na mocy zgody carycy Katarzyny II wydanej 18 grudnia roku poprzedniego. Początkowo cerkiew w Wyborgu była jedynie świątynią jednokopułową zdobioną portykiem z kolumnami porządku toskańskiego przed głównym wejściem. Po pięciu latach do budynku została dostawiona dzwonnica. Sobór wzniesiono w stylu klasycystycznym dominującym w ówczesnej architekturze cerkiewnej Petersburga.
W latach 1862–1866 pod kierunkiem komisji z inżynierem-porucznikiem Titowem na czele, z udziałem petersburskiego architekta Karpowa sobór został odnowiony i przebudowany. W obiekcie znalazła się nowa dekoracja malarstwa wykonana przez Sawwę Postiemskiego, malarza związanego z Cesarską Akademią Sztuk. W 1889 sobór był odnawiany ponownie, w szczególności powiększono pomieszczenie ołtarzowe. Po remoncie świątynię ponownie poświęcił metropolita petersburski Antoni.
W 1892, w związku z erygowaniem eparchii fińskiej i wyborskiej, Świątobliwy Synod Rządzący nadał świątyni rangę soboru katedralnego. Cerkiew była nieprzerwanie czynna.
W 2013 została, po remoncie, poświęcona ponownie.